# Dirección General de Seguridad (Portugal)
La Dirección General de Seguridad (en portugués: Direcção-Geral de Segurança o DGS) fue un organismo estatal de seguridad y policía secreta que existió en Portugal. Fue el sucesor de la Policía Internacional y de Defensa del Estado (PIDE).

## Historia
La DGS fue creada en 1969 para suceder a la tremendamente impopular Policía Internacional y de Defensa del Estado (PIDE), la policía secreta del Régimen salazarista. Fue una medida del gabinete Marcelo Caetano para dar una mejor imagen de su gobierno y romper con el pasado salazarista. Sus funciones no solo incluían la seguridad del Estado, sino también el control de los extranjeros en territorio portugués, la vigilancia de las fronteras y la lucha contra el contrabando. Pero a pesar la supuesta voluntad del gobierno Caetano, la DGS continuó ejerciendo su labor de policía política y de represión contra toda forma de oposición política al Estado Novo.
La "Revolución de los Claveles" del 25 de abril de 1974 supuso su desaparición, aunque en las colonias portuguesas siguió existiendo hasta 1975 bajo el nombre de "Policía de Información Militar".